# Ʈ
Der Buchstabe Ʈ (Kleinbuchstabe ʈ, T mit retroflexem Haken) entstammt dem phonetischen Alphabet, wo er den Stimmlosen retroflexen Plosiv darstellt. Er hat auch in die Verschriftung einiger Sprachen Einzug gefunden.

## Darstellung auf dem Computer
Mit LaTeX kann das Ʈ mit Hilfe der fc-Schriften dargestellt werden. Die zugehörigen Befehle sind \M T für das große und \M t für das kleine Ʈ.
In Unicode ist das große Ʈ mit U+01AE und das kleine Ʈ mit U+0288 kodiert.